# Lonnerstadt
Lonnerstadt là một đô thị thuộc huyện Erlangen-Höchstadt, trong bang Bayern, nước Đức. Đô thị Lonnerstadt có diện tích 22,72 km², dân số thời điểm 31 tháng 12 năm 2006 là 1958 người.